# Laguna Oc
A  Laguna Oc é um lago localizado na Guatemala. Localiza-se no departamento de Retalhuleu, Município de Santa Cruz Muluá.